# Johnny Christ
Jonathan Lewis Seward (Huntington Beach, California; 18 de noviembre de 1984), más conocido por su nombre artístico Johnny Christ, es un bajista profesional y ocasional corista estadounidense, empezó a tocar mientras iba en la secundaria en un grupo que formaron él y su mejor amigo en ese entonces. Es más reconocido por haber sustituido al fallecido Dameon Ash, siendo el cuarto y actual bajista además de corista junto al guitarrista Zacky Vengeance de la banda californiana de heavy metal Avenged Sevenfold.

## Biografía
Johnny nació y fue criado en Huntington Beach, California, consiguió su primer bajo a la edad de 13 años aprendiendo a tocar de manera sorprendente por sí solo, él quería formar una banda desde joven, Johnny asistió a un colegio el cual se llama "Seward Marina High School" a través del tiempo conoció a M. Shadows y Synyster Gates ya que el hermano de Johnny era compañero de éstos, desde entonces conoció a Zacky Vengeance, quería entrar a Avenged Sevenfold (Banda de Shadows, Synyster y Zacky) pero estos ya tenían un bajista, salvo que cuando este no podía llegar, Johnny era su sustituto y sorprendió tanto con su manera de tocar que decidieron invitarlo tras la salida del exbajista. 
Es el cuarto bajista que ha tenido el grupo y el grupo afirmaba que tenía una gran rapidez para tocar el Bajo, "no creo que nadie pueda tocar como lo hace Johnny" afirmó Jimmy "The Rev" Sullivan (Batería y en ese entonces Líder de la banda).
Tiene procedencia polaca, ya que su abuela era nativa de allí, y sus padres están divorciados.
Johnny siempre ha sido algo mentiroso, y en algunos casos suele inventar, sin embargo, la mayor parte del tiempo paga las consecuencias por sus actos, hábito que tiene desde su infancia, una de las razones por la cual Jimmy lo torturaba. 
Él recuerda que cuando estaba en la escuela, Synyster en algún momento le dijo que podía estar en Avenged Sevenfold. Luego, recuerda su entrada, cuando llegó al clásico garaje de ensayo e impresionó a todo el grupo con su manera de tocar el bajo. Johnny ha estado tocando el bajo durante más de diez años pero nunca ha recibido clases de este instrumento.
En mayo del 2009, participó en el rally Gumball 3000, conduciendo de costa en costa con "Fuel Girls".
Sus mayores influencias son las bandas: Bad religion, Guns N'Roses, Pantera, Metallica, Rancid, NOFX, Lagwagon, Home Grown y Megadeth.
Desde el lanzamiento de su penúltimo disco Nightmare en 2010, Johnny ha comenzado como vocalista. También grita y canta en canciones cubriendo partes de su amigo Jimmy en tales como: "Strength Of The World", "Nightmare", "Seize the Day", "God Hates Us", "Critical Acclaim", "Not Ready To Die" entre otras.
Johnny Christ tiene una gran cantidad de tatuajes de personajes de películas de terror, como Freddy Krueger, Chucky, Jack Nicholson, Jason Voorhees y Carolyn Jones entre otros. En el cuello tiene una calavera con un gorro de cowboy, ya que él siempre quiso ser uno. En el pecho tiene un gran tatuaje del Deathbat de su amigo y exbatería de su banda, The Rev, que falleció en 2009. En sus dedos tiene las palabras "Beer" y "Wine".

## Integración a Avenged Sevenfold

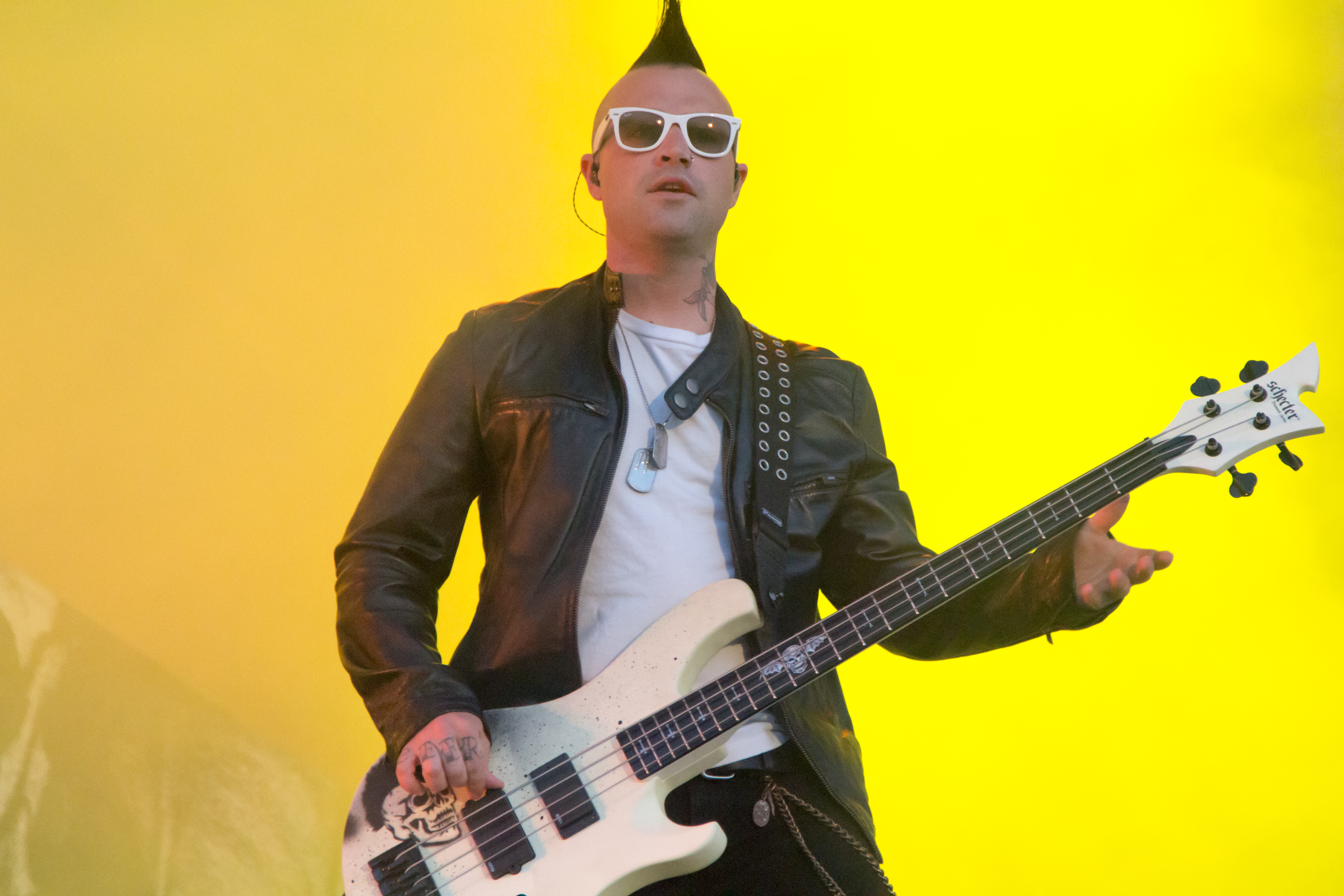
Johnny Christ (Nova Rock 2014)

Johnny al estar en la escuela conoció a los miembros de Avenged Sevenfold, Matt Shadows y Synyster Gates, gracias a su hermano mayor que era compañero de escuela de éstos, Johnny ya conocía a Jimmy Sullivan anteriormente, Jimmy solía invitarlo a tocar con ellos para que fuera el relleno mientras Dameon Ash no podía llegar al garaje para tocar, Johnny podía tomar las notas fácil y rápidamente de cualquier canción desconocida para él, lo que lo llevó a convertirse en un bajista único, poco después de la salida de Dameon, Johnny entró a Avenged Sevenfold sustituyéndolo en el 2002, convirtiéndose en el cuarto actual bajista de la banda.
Participó por primera vez en el estudio con la banda en la grabación del álbum Waking the Fallen como el nuevo y actual bajista. En el DVD All Excess, mientras los integrantes del grupo hablan de cómo consiguieron sus apodos o alias, que según dicen que eran apodos que ya tenían en la secundaria, mientras tanto Johnny explica que él, nada más con el simple hecho de ingresar en la banda, fue llamado simplemente "Johnny". Cuando firmaba autógrafos solo ponía Johnny, el resto del grupo le decía que consiguiese un "apellido", a lo que Zacky Vengeance propuso "Christ". Johnny respondió algo extrañado: "Christ? Eso es realmente feo, todos mis fans van a odiarlo; así que definitivamente lo usaré" desde entonces se le conoce como Johnny Christ

## Vida personal
Johnny Christ se casó con Lacey Franklin en el 14 de septiembre de 2012 en Napa, California. En febrero de 2017 se convirtieron en padres de un niño, Franklin James.

## Discografía
- Waking The Fallen (2003)
- City of Evil (2005)
- All Excess (2007)
- Avenged Sevenfold (2007)
- Live in the LBC & Diamonds in the Rough (2008)
- Nightmare (2010)
- Welcome to the Family (2010) [ EP ]
- Hail to the King (2013)
- The Stage" (2016)
- Life Is but a Dream..." (2023)